# Registre national des lieux historiques en Virginie-Occidentale
Ceci est une liste de propriétés et de quartiers historiques en Virginie de l'Ouest qui sont inscrites sur le Registre national des lieux historiques.

## Les inscriptions par comté
Les éléments suivants sont  un dénombrement approximatifs des inscriptions par comté. Ces chiffres sont basés sur les entrées dans le Registre National de l'Information de la Base de données du 24 avril 2008 et des nouvelles hebdomadaire affichés sur le site web du Registre National des Lieux Historiques. Il y a de fréquentes modifications à la liste et les chiffres ici sont approximatifs et non officiels. De nouvelles entrées sont ajoutées au Registre officiel sur une base hebdomadaire.

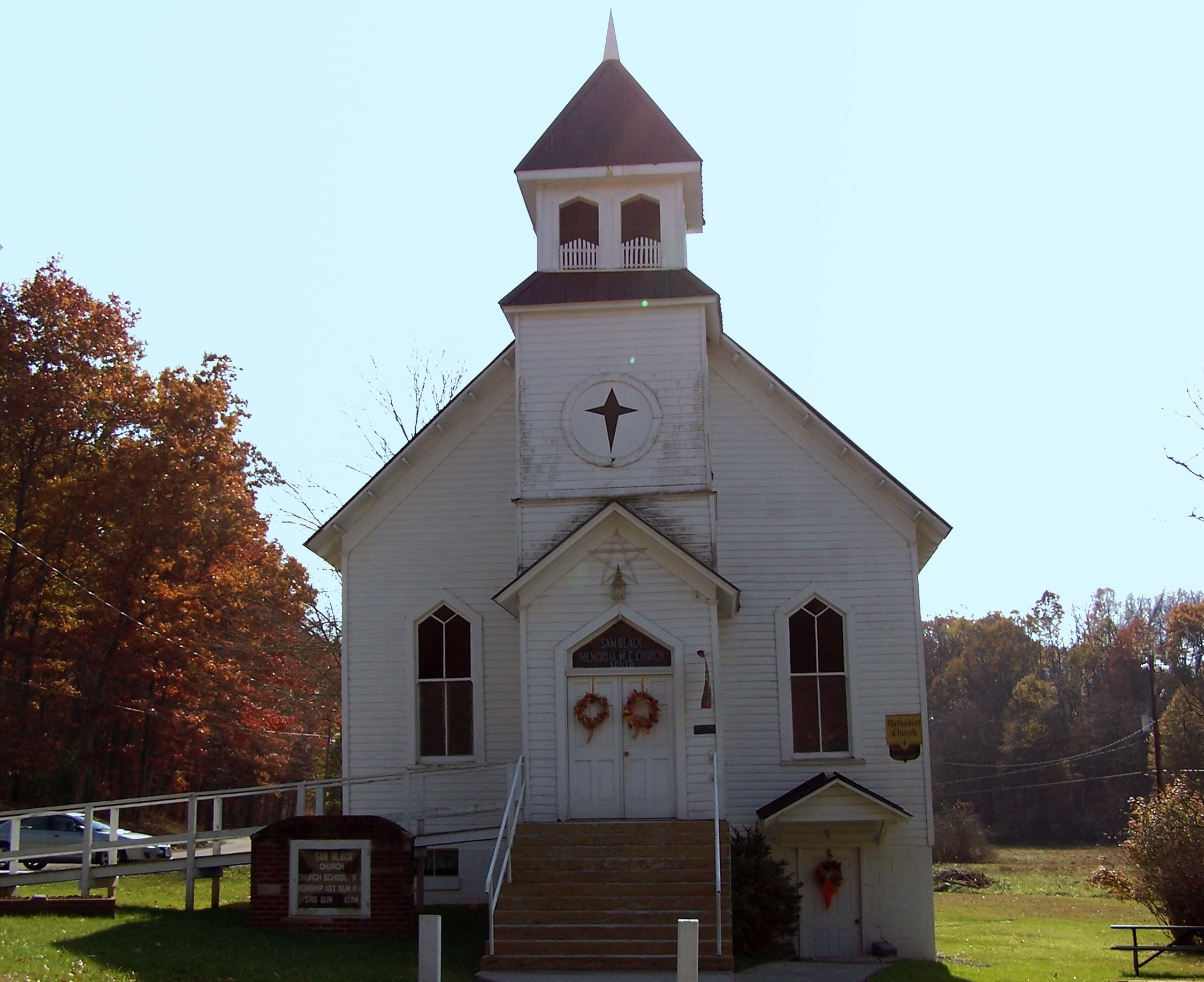
Église Sam dans le comté de Greenbrier.

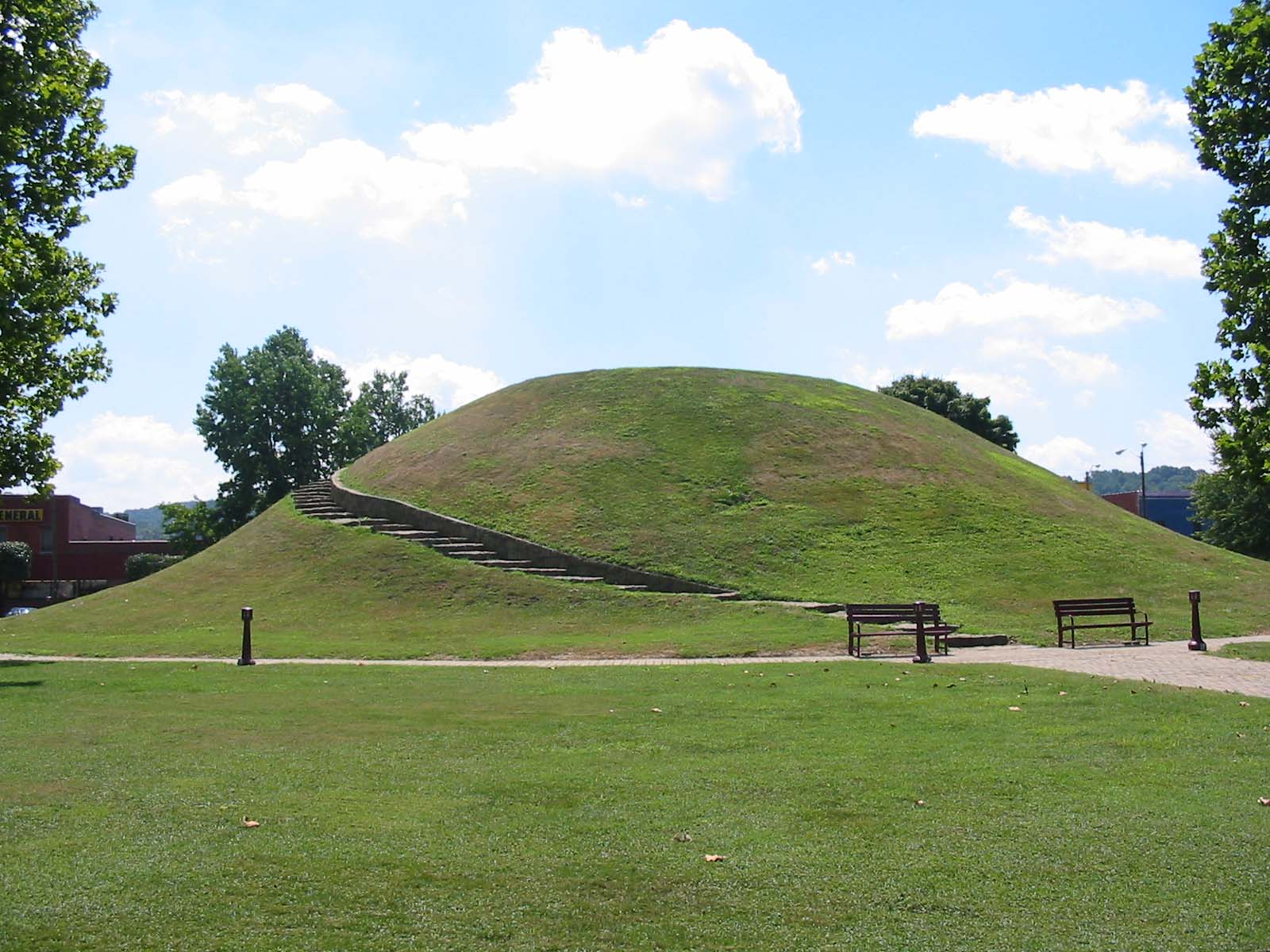
Au sud de Charleston, dans le comté de Kanawha.

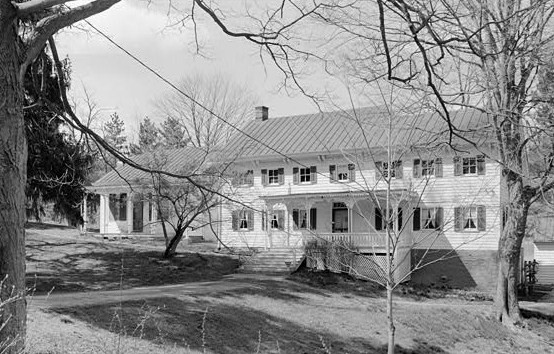
Manopir Alexander Campbell, comté de Brooke.

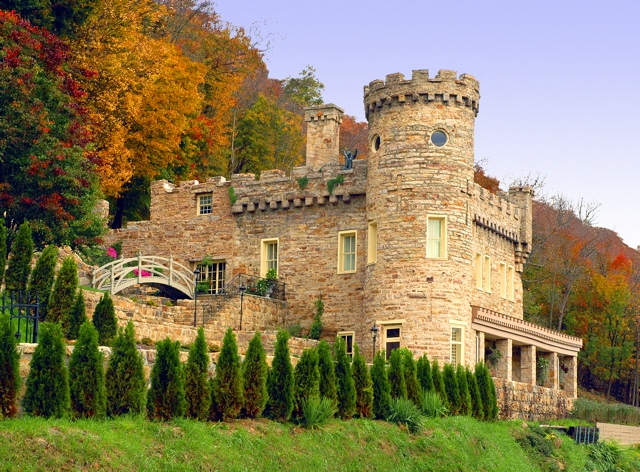
Château Samuel Taylor, dans le comté de Morgan.

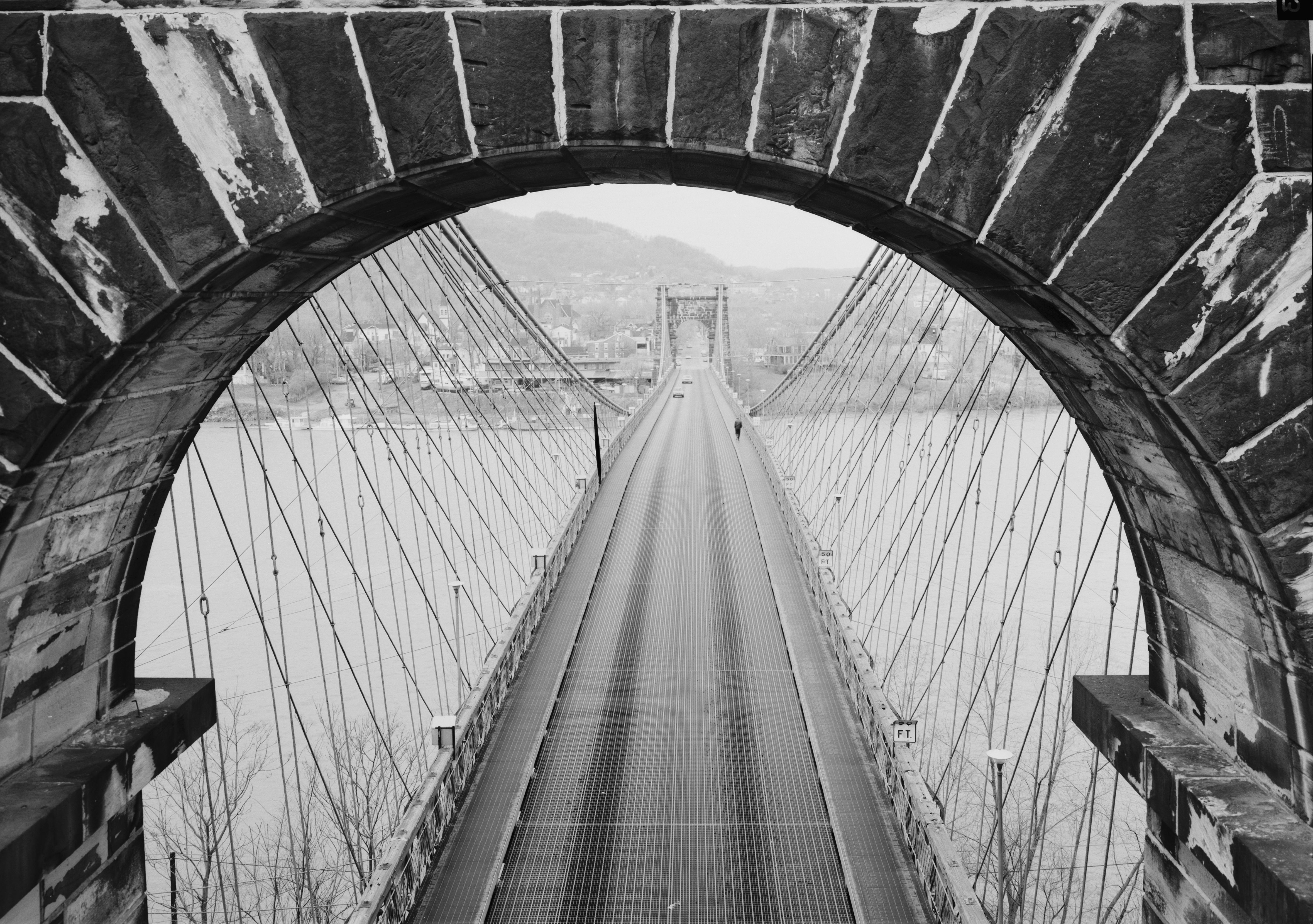
Pont suspendu de Wheeling, dans le comté de l'Ohio.

| no           | Comté        | # de sites |
| ------------ | ------------ | ---------- |
| 1            | Barbour      | 10         |
| 2            | Berkeley     | 119        |
| 3            | Boone        | 4          |
| 4            | Braxton      | 10         |
| 5            | Brooke       | 23         |
| 6            | Cabell       | 38         |
| 7            | Calhoun      | 1          |
| 8            | Clay         | 1          |
| 9            | Doddridge    | 9          |
| 10           | Fayette      | 25         |
| 11           | Gilmer       | 10         |
| 12           | Grant        | 7          |
| 13           | Greenbrier   | 43         |
| 14           | Hampshire    | 27         |
| 15           | Hancock      | 10         |
| 16           | Hardy        | 25         |
| 17           | Harrison     | 21         |
| 18           | Jackson      | 10         |
| 19           | Jefferson    | 75         |
| 20           | Kanawha      | 82         |
| 21           | Lewis        | 12         |
| 22           | Lincoln      | 2          |
| 23           | Logan        | 3          |
| 24           | Marion       | 22         |
| 25           | Marshall     | 11         |
| 26           | Mason        | 12         |
| 27           | McDowell     | 17         |
| 28           | Mercer       | 17         |
| 29           | Mineral      | 11         |
| 30           | Mingo        | 8          |
| 31           | Monogalia    | 44         |
| 32           | Monroe       | 24         |
| 33           | Morgan       | 13         |
| 34           | Nicholas     | 13         |
| 35           | Ohio         | 50         |
| 36           | Pendleton    | 13         |
| 37           | Pleasants    | 2          |
| 38           | Pocahontas   | 21         |
| 39           | Preston      | 21         |
| 40           | Putnam       | 6          |
| 41           | Raleigh      | 8          |
| 42           | Randolph     | 34         |
| 43           | Ritchie      | 6          |
| 44           | Roane        | 4          |
| 45           | Summers      | 8          |
| 46           | Taylor       | 6          |
| 47           | Tucker       | 9          |
| 48           | Tyler        | 10         |
| 49           | Upshur       | 7          |
| 50           | Wayne        | 4          |
| 51           | Webster      | 7          |
| 52           | Wetzel       | 4          |
| 53           | Wirt         | 6          |
| 54           | Wood         | 46         |
| 55           | Wyoming      | 4          |
| (duplicates) | (duplicates) | (5)        |
| Total:       | Total:       | 1,030      |